# Caenohalictus mourei
Caenohalictus mourei är en biart som beskrevs av M. C. de Almeida och Laroca 2004. Caenohalictus mourei ingår i släktet Caenohalictus och familjen vägbin. Inga underarter finns listade.